# Kazimierz Suski de Rostwo
Kazimierz Stanisław Suski de Rostwo (ur. 21 września 1891 w Krapowcach na Wołyniu, zm. 9 marca 1974 w Krakowie) – podpułkownik kawalerii Wojska Polskiego, sportowiec, olimpijczyk z Paryża 1924.

## Życiorys
Syn Tadeusza i Marii z Przyborowskich. W 1909 roku ukończył II Szkołę Realną w Krakowie, w 1914 roku Akademię Rolniczą w Taborze, zdobywając zawód agronoma. W czasie I wojny światowej walczył w szeregach armii Austro-Węgier. 1 stycznia 1916 roku został mianowany podporucznikiem rezerwy piechoty. Jego oddziałem macierzystym był austro-węgierski 13 pułk piechoty.
Od 1 listopada 1918 w Wojsku Polskim w stopniu porucznika, od 1920 rotmistrza. W listopadzie 1924 roku został przydzielony z 6 pułku ułanów do 6 Samodzielnej Brygady Kawalerii w Stanisławowie na stanowisko I oficera sztabu. 11 marca 1926 roku został przydzielony do macierzystego pułku. W 1929 roku został komendantem Szkoły Podoficerów Zawodowych Kawalerii w Jaworowie. W styczniu otrzymał przeniesienie do Centrum Wyszkolenia Kawalerii w Grudziądzu. Od 1931 roku w stopniu majora. Od 1936 roku zastępca dowódcy 21 pułku Ułanów Nadwiślańskich. Na podpułkownika został awansowany ze starszeństwem z dniem 19 marca 1937 roku i 5. lokatą w korpusie oficerów kawalerii. Od 13 sierpnia 1939 dowódca tego pułku. 
Ranny w kampanii wrześniowej. Podczas okupacji niemieckiej oficer Armii Krajowej (ps. „Rewera”). Zastępca dowódcy 8 Dywizji Piechoty AK. 
Wszechstronny sportowiec. Uprawiał wioślarstwo, szermierkę, strzelanie, pływanie, ale największe sukcesy odnosił w WKKW. Podczas igrzysk olimpijskich w 1924 roku zajął 24 miejsce w indywidualnym Wszechstronnym Konkursie Konia Wierzchowego oraz 7 miejsce w drużynie.
Zmarł 9 marca 1974 roku w Krakowie. Pochowany na cmentarzu Rakowickim (część wojskowa przy ul. Prandoty, kwatera 8 WOJ-12-16).

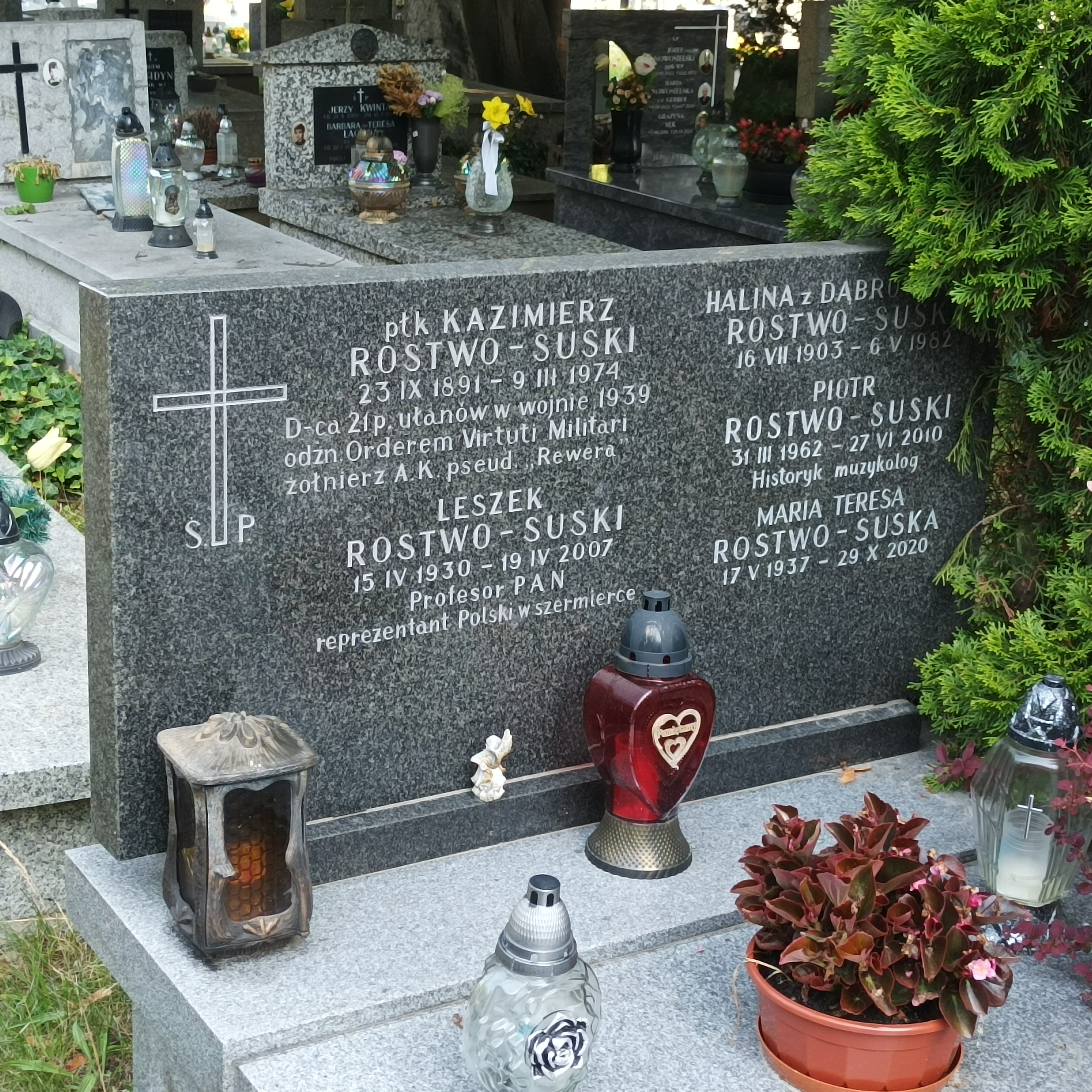
Grób Kazimierza i Leszka Rostwo-Suskich na cmentarzu wojskowym przy ul. Prandoty w Krakowie

Od 29 czerwca 1929 roku był żonaty z Heleną z Dąbrowskich (1903–1982), z którą miał syna Leszka (1930–2007) i córkę Marię Ewę (1937–2020).

## Ordery i odznaczenia
- Krzyż Srebrny Orderu Wojskowego Virtuti Militari nr 13439[9] (13 września 1939)[10]
- Krzyż Walecznych (1921)[11]
- Złoty Krzyż Zasługi (11 listopada 1937)[12]
- Srebrny Krzyż Zasługi (10 listopada 1928)[13][14]
- Medal Pamiątkowy za Wojnę 1918–1921[15]
- Medal Dziesięciolecia Odzyskanej Niepodległości[15]
- Brązowy Medal za Długoletnią Służbę[15]
- Odznaka 6 Pułku Ułanów Kaniowskich[15]
- Krzyż Zasługi Wojskowej 3 klasy z dekoracją wojenną i mieczami (Austro-Węgry)
- Srebrny Medal Zasługi Wojskowej z mieczami na wstążce Krzyża Zasługi Wojskowej (Austro-Węgry)
- Brązowy Medal Zasługi Wojskowej z mieczami na wstążce Krzyża Zasługi Wojskowej (Austro-Węgry)
- Krzyż Wojskowy Karola (Austro-Węgry)